# Princ
 Ovo je glavno značenje pojma Princ. Za druga značenja pogledajte Princ (razdvojba).
Princ je titula za mušku osobu, muški ekvivalent tituli princeza.
Riječ princ dolazi od francuskog prince, što potječe od latinskog princeps = "prvi". Hrvatska inačica je kraljević.
Danas se termin princ uglavnom rabi za kraljevog sina, a djeca prinčeva su također prinčevi. 
Kada muškarac iz niže klase oženi kraljicu, on postaje princ-suprug. Ipak, ponekad se događalo da oni postanu kraljevi-supruzi. 